# شهرستان دونگیوان
دانگیوان (به لاتین: Dongyuan County) یک شهرستان در جمهوری خلق چین است که در هیوان واقع شده‌است.